# Stictoptera tongloana
Stictoptera tongloana là một loài bướm đêm trong họ Noctuidae.